# VIVA Comet 2001
Der 7. VIVA Comet wurde am 17. August 2001 in Köln vergeben. Die Show wurde von Sasha und der VIVA-Moderatorin Jessica Schwarz moderiert.

## Newcomer national
- Glashaus
- No Angels
- Reamonn
- Samy Deluxe
- Sarah Connor

## Newcomer international
- Atomic Kitten
- Blink-182
- Nelly Furtado
- Vanessa Amorosi
- Wheatus

## Online
- Das Department
- Geri Halliwell
- Gorillaz
- Radiohead
- Wyclef Jean

## Dance
- Brooklyn Bounce
- Daft Punk
- Modjo
- Safri Duo
- Sylver

## Hip-Hop international
- Eminem
- Missy Elliott
- OutKast
- Wu-Tang Clan
- Xzibit

## Hip-Hop national
- Blumentopf
- Fettes Brot
- Glashaus
- Laith Al-Deen
- Samy Deluxe

## Rock
- Die Ärzte
- Limp Bizkit
- Papa Roach
- Radiohead
- Travis

## Act international
- Depeche Mode
- Destiny’s Child
- Jennifer Lopez
- Madonna
- U2

## Act national
- Die Ärzte
- No Angels
- Rammstein
- Samy Deluxe
- Xavier Naidoo

## VIVA ZWEI Zuschauercomet
- Björk
- AC/DC
- Die Ärzte
- HIM
- Rammstein

## VIVA Zuschauercomet
- Britney Spears
- Eminem
- No Angels
- Sarah Connor
- Westlife

## Video international
- Madonna – Don’t Tell Me
- Missy Elliott – Get Ur Freak On
- Nelly Furtado – I’m Like a Bird
- R.E.M. – Imitation of Life
- U2 – Beautiful Day

## Video national
- Die Ärzte – Manchmal haben Frauen …
- Glashaus – Wenn das Liebe ist
- Rammstein – Sonne
- Samy Deluxe – Weck mich auf
- Westernhagen – Nimm mich mit 2000